# St. Valentin (Au vorm Wald)

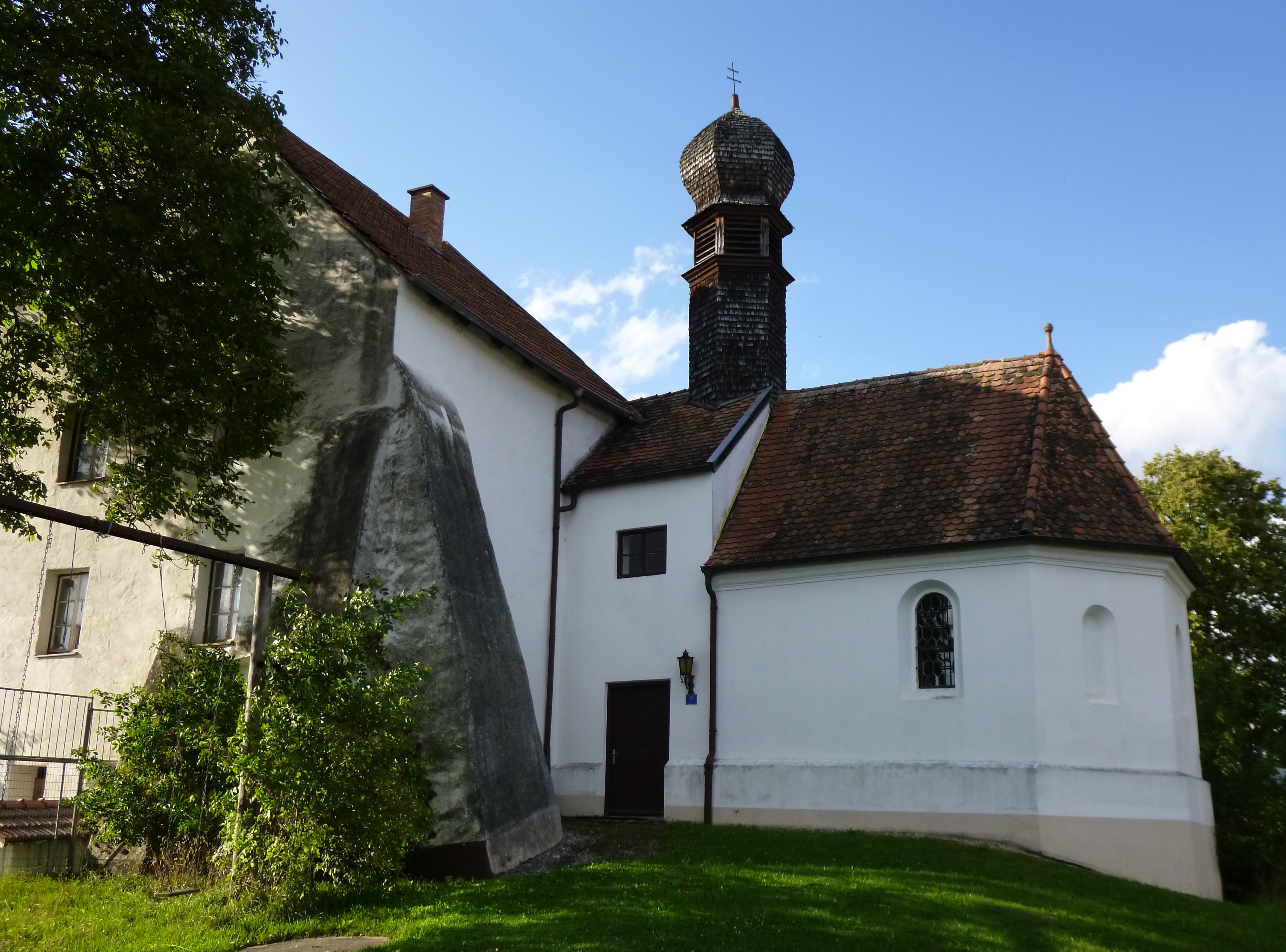
St. Valentin in Au vorm Wald

Die römisch-katholische Kapelle des ehemaligen Schlosses Au vorm Wald St. Valentin steht in Au vorm Wald, einem Gemeindeteil von Hunderdorf im niederbayerischen Landkreis Straubing-Bogen. Sie ist in der Liste der Baudenkmäler in Hunderdorf unter der Nr. D-2-78-139-6 eingetragen. Die Kapelle gehört zum Dekanat Straubing-Bogen im Bistum Regensburg.

## Beschreibung
Die im Kern spätgotische Kapelle wurde später barock umgestaltet. Sie besteht aus dem Langhaus, dem dreiseitig geschlossenen Chor im Osten und einem Anbau im Westen, in dem sich der Eingang befindet und auf dem ein achteckiger Dachreiter mit einer mit Schindeln verkleideten Zwiebelhaube sitzt.
Der Innenraum ist mit einer Flachdecke überspannt. Die Darstellung eines Marienbildnisses ist eine Nachbildung eines Gnadenbildes aus Neukirchen beim Heiligen Blut.